# ظمئ (المفلحي)

تعديل مصدري - تعديل

ظمئ هي إحدى قرى عزلة المفلحي بمديرية المفلحي التابعة لمحافظة لحج، بلغ تعداد سكانها 402 نسمة حسب تعداد اليمن لعام 2004.